# B–871 Alrosza

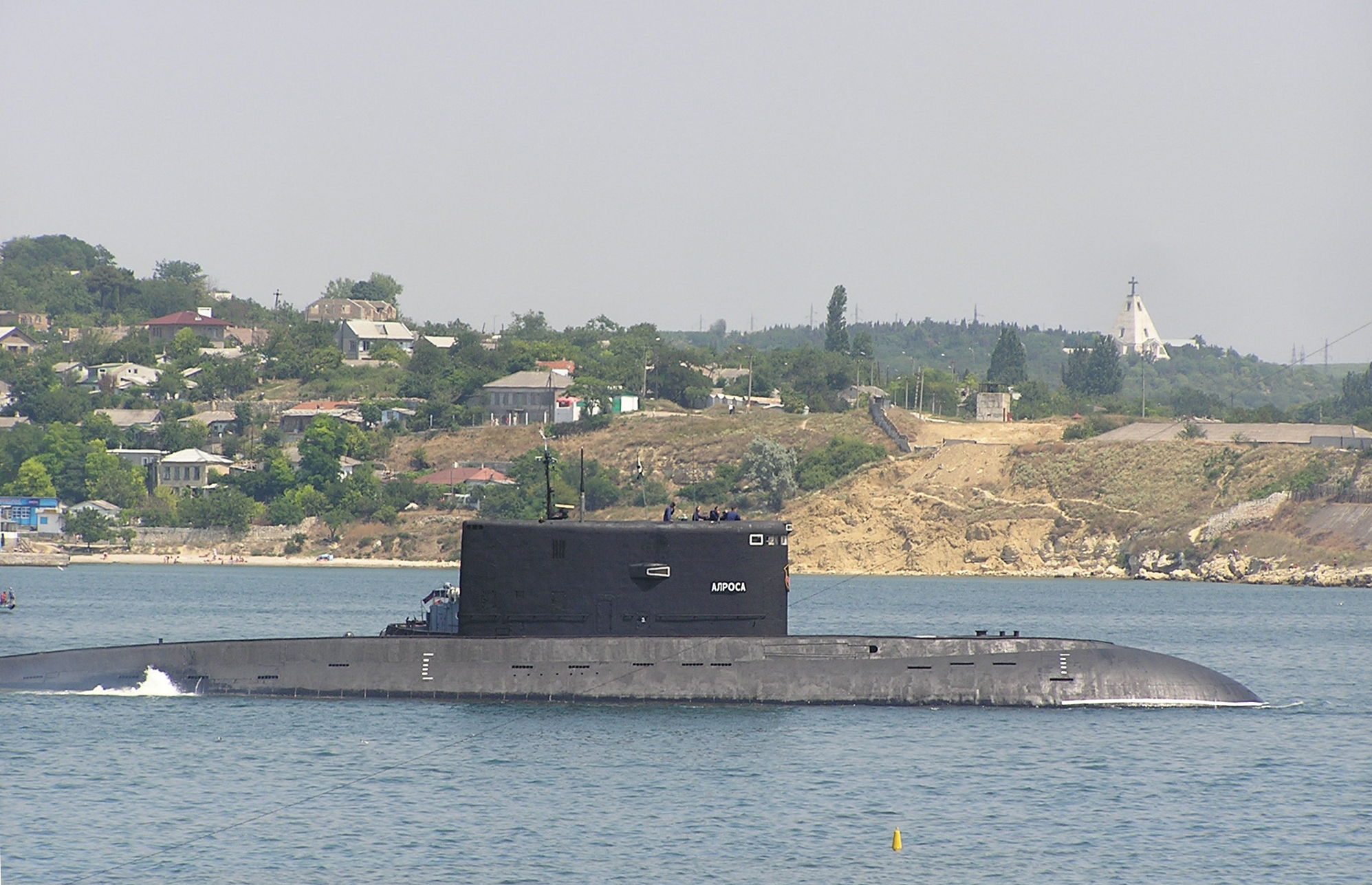
A B–871 Alrosza a Fekete-tengeren, Szevasztopolnál

A B–871 Alrosza (oroszul: Б–871 Алроса) az Orosz Flotta 877V Paltusz típusú (NATO-kód szerint: Kilo-osztályú) dízel-elektromos tengeralattjárója. A hajó a flotta 247-es önálló tengeralattjáró hadosztályának állományába tartozik, jelenleg az orosz Fekete-tengeri Flotta egyetlen üzemképes tengeralattjárója.
A tengeralattjáró építését 1988. május 17-én kezdték el a Nyizsnyij Novgorod-i Krasznoje Szoromovo hajógyárban, 607-es gyári jelzéssel. Az egységet már a kezdetektől a 877 típus módosított változataként, 877V típusú hajóként kezdték építeni, melyet a hagyományos hajócsavar helyett vízsugárhajtómű hajt. A B–152 az osztály egyetlen vízsugárhajtóműves egysége.
1989. május 18-án alakították meg a hajóegységet A. Ju. Romanov III. o. sorhajókapitány parancsnoksága alatt. A tengeralattjárót még ugyanabban az évben, szeptember 10-én bocsátották vízre, majd novemberben a B–871 hadrendi számot kapott tengeralattjáró a belföldi vízi utakon keresztül kihajózott a Fekete-tengerre. 1990. december 1-jén húzták fel a hajóra a szovjet haditengerészet lobogóját. A hónap végén pedig besorolták a szovjet Fekete-tengeri Flotta 14-es tengeralattjáró hadosztályának 153. sz. ezredébe, állomáshelyét Szevasztopolban, a Déli-öbölben (Juzsnaja buhta) jelölték ki.
1991 decemberétől 1992 márciusáig a tengeralattjáró felkészülési gyakorlatot hajtott végre. 1992. március 13-án kisebb incidens történt a hajón, amikor a legénység egy része az időközben független Ukrajna haditengerészetéhez akart csatlakozni. Az incidens során az Oroszországhoz húzó tengerészek megvédték a hajót, így az a flotta orosz ellenőrzése alatt álló részénél maradt. A tönkrement akkumulátorok cseréjének megoldatlansága miatt 1992-től több éven keresztül nem futott ki a kikötőből.
A szovjet Fekete-tengeri flotta felosztását lezáró 1997-es orosz–ukrán szerződés alapján a tengeralattjáró az orosz Fekete-tengeri Flotta kötelékében maradt. Az 1990-es évek szűkös költségvetési keretei között működő orosz flottánál az akkoriban szokássá vált gyakorlat szerint az Alrosza vállalat vállalt védnökséget a tengeralattjáró felett. A tengeralattjáró 1998 augusztusa és 1999 áprilisa között nagyjavításon esett át a szevasztopoli 13. sz. hajójavító üzemben. 2004 januárjában a védnöki szerepet vállalt cég után a tengeralattjárót az Alrosza névre keresztelték.